# Parma Football Club 2008-2009
Questa pagina raccoglie i dati riguardanti il Parma Football Club nelle competizioni ufficiali della stagione 2008-2009.

## Stagione
Nella stagione 2008-2009 il Parma disputa il campionato di Serie B, con 76 punti ottiene il secondo posto alle spalle del Bari e ritorna in Serie A. Dopo una stentata partenza i ducali hanno ingranato la giusta marcia che lo hanno portato a riprendere la Serie A dopo un solo anno di purgatorio, hanno chiuso il campionato al secondo posto, e con il Bari sono state promosse senza passare dai Play-off. Questi ultimi sono stati vinti dal Livorno. A Parma la stagione è iniziata con Luigi Cagni sulla panchina, ma già alla settima giornata è stato sostituito da Francesco Guidolin. Risale con i goal di Alberto Paloschi e Cristiano Lucarelli 12 a testa. Ha raccolto 34 punti nel girone di andata e 42 in un tambureggiante girone di ritorno. Nella Coppa Italia il Parma nel secondo turno elimina il Portogruaro, poi nel secondo turno viene eliminato dal Catania.

## Rosa
| N. |                        | Ruolo | Calciatore                       |
| -- | ---------------------- | ----- | -------------------------------- |
| 1  | Italia (bandiera)      | P     | Nicola Pavarini                  |
| 2  | Italia (bandiera)      | D     | Damiano Zenoni                   |
| 3  | Italia (bandiera)      | D     | Luca Antonelli                   |
| 4  | Italia (bandiera)      | C     | Stefano Morrone                  |
| 5  | Danimarca (bandiera)   | D     | Magnus Troest                    |
| 6  | Italia (bandiera)      | D     | Alessandro Lucarelli             |
| 7  | Italia (bandiera)      | D     | Paolo Castellini (vice-capitano) |
| 8  | Italia (bandiera)      | C     | Davide Matteini                  |
| 8  | Italia (bandiera)      | C     | Francesco Lunardini              |
| 9  | Brasile (bandiera)     | A     | Reginaldo                        |
| 10 | Honduras (bandiera)    | A     | Julio César de León              |
| 11 | Italia (bandiera)      | C     | Andrea Pisanu                    |
| 13 | Italia (bandiera)      | D     | Marco Rossi                      |
| 14 | Italia (bandiera)      | C     | Niccolò Galli                    |
| 14 | Italia (bandiera)      | A     | Daniele Vantaggiato              |
| 15 | Italia (bandiera)      | A     | Leandro Martinez                 |
| 16 | Bielorussia (bandiera) | A     | Vital' Kutuzaŭ                   |
| 17 | Kenya (bandiera)       | C     | McDonald Mariga                  |
| 19 | Italia (bandiera)      | D     | Giulio Falcone                   |
| 21 | Italia (bandiera)      | C     | Alessio Manzoni                  |

| N. |                   | Ruolo | Calciatore                     |
| -- | ----------------- | ----- | ------------------------------ |
| 22 | Italia (bandiera) | P     | Andrea Gasparri                |
| 23 | Italia (bandiera) | D     | Cristian Anelli                |
| 24 | Italia (bandiera) | D     | Massimo Paci                   |
| 25 | Italia (bandiera) | A     | Pietro Lorenzini               |
| 25 | Italia (bandiera) | C     | Antonino D'Agostino            |
| 31 | Italia (bandiera) | P     | Gianluca Pegolo                |
| 32 | Italia (bandiera) | C     | Alessandro Budel               |
| 35 | Italia (bandiera) | A     | Daniele Paponi                 |
| 36 | Italia (bandiera) | C     | Lorenzo Galassi                |
| 37 | Italia (bandiera) | C     | Ronny Valerio                  |
| 38 | Italia (bandiera) | C     | Mattia Bovi                    |
| 39 | Italia (bandiera) | A     | Giacomo Canalini               |
| 40 | Italia (bandiera) | A     | Alessandro Elia                |
| 41 | Italia (bandiera) | P     | Matteo Pisseri                 |
| 43 | Italia (bandiera) | A     | Alberto Paloschi               |
| 45 | Italia (bandiera) | A     | Loris Formuso                  |
| 48 | Italia (bandiera) | D     | Francesco Pambianchi           |
| 55 | Italia (bandiera) | C     | Francesco Parravicini          |
| 55 | Italia (bandiera) | P     | Paolo Ginestra                 |
| 99 | Italia (bandiera) | A     | Cristiano Lucarelli (capitano) |

## Calciomercato

### Sessione estiva
| Acquisti         | Acquisti             | Acquisti     | Acquisti          |
| R.               | Nome                 | da           | Modalità          |
| ---------------- | -------------------- | ------------ | ----------------- |
| P                | Gianluca Pegolo      | Genoa        | prestito          |
| D                | Luca Antonelli       | Milan        | compartecipazione |
| D                | Alessandro Lucarelli | Genoa        | definitivo        |
| D                | Magnus Troest        | Midtjylland  | definitivo        |
| C                | Alessandro Budel     | Empoli       | definitivo        |
| C                | Julio César de León  | Genoa        | definitivo        |
| C                | McDonald Mariga      | Helsingborg  | definitivo        |
| A                | Vital' Kutuzaŭ       | Pisa         | fine prestito     |
| A                | Davide Matteini      | L.R. Vicenza | fine prestito     |
| A                | Alberto Paloschi     | Milan        | compartecipazione |
| A                | Daniele Paponi       | Bologna      | fine prestito     |
| Altre operazioni |                      |              |                   |
| R.               | Nome                 | da           | Modalità          |
| D                | Alberto Galuppo      | Ancona       | fine prestito     |
| D                | Manuel Pascali       | Foligno      | fine prestito     |
| C                | Giacomo Chiazzolino  | Carpenedolo  | definitivo        |
| C                | Niccolò Galli        | Massese      | fine prestito     |
| C                | Matteo Mandorlini    | Pavia        | fine prestito     |
| C                | Filippo Savi         | Arezzo       | fine prestito     |
| A                | Marco Di Maio        | Carpenedolo  | fine prestito     |
| A                | Mattia Pin           | Cuoiopelli   | fine prestito     |

| Cessioni         | Cessioni            | Cessioni        | Cessioni                   |
| R.               | Nome                | a               | Modalità                   |
| ---------------- | ------------------- | --------------- | -------------------------- |
| P                | Luca Bucci          |                 | svincolato                 |
| P                | Radek Petr          | Pro Patria      | prestito                   |
| D                | Ferdinand Coly      |                 | fine carriera              |
| D                | Fernando Couto      |                 | fine carriera              |
| D                | Magnus Troest       | Genoa           | compartecipazione          |
| C                | Luca Cigarini       | Atalanta        | compartecipazione          |
| C                | Daniele Dessena     | Sampdoria       | compartecipazione          |
| C                | Andrea Gasbarroni   | Genoa           | definitivo                 |
| C                | Domenico Morfeo     | Brescia         | svincolato                 |
| A                | Igor Budan          | Palermo         | riscatto comparetcipazione |
| A                | Bernardo Corradi    | Manchester City | fine prestito              |
| A                | Leandro Martínez    | Ternana         | prestito                   |
| Altre operazioni |                     |                 |                            |
| R.               | Nome                | a               | Modalità                   |
| P                | Fabio Virgili       | Carpenedolo     | prestito                   |
| D                | Mattia Ferrato      | Nuorese         | prestito                   |
| D                | Alberto Galuppo     | Venezia         | prestito                   |
| D                | Federico Mattiuzzo  | Carpenedolo     | prestito                   |
| D                | Manuel Pascali      | Kilmarnock      | svincolato                 |
| C                | Giacomo Chiazzolino | Legnano         | prestito                   |
| C                | Matteo Mandorlini   | Foligno         | prestito                   |
| C                | Federico Moretti    | Carpenedolo     | definitivo                 |
| C                | Filippo Savi        | SPAL            | compartecipazione          |
| A                | Marco Di Maio       | Varese          | definitivo                 |
| A                | Mattia Pin          | Carpenedolo     | prestito                   |

### Sessione invernale
| Acquisti         | Acquisti            | Acquisti    | Acquisti          |
| R.               | Nome                | da          | Modalità          |
| ---------------- | ------------------- | ----------- | ----------------- |
| P                | Paolo Ginestra      | Ternana     | prestito          |
| P                | Radek Petr          | Pro Patria  | fine prestito     |
| C                | Antonino D'Agostino | Atalanta    | prestito          |
| C                | Francesco Lunardini | Rimini      | compartecipazione |
| C                | Alessio Manzoni     | Atalanta    | compartecipazione |
| A                | Leandro Martínez    | Ternana     | fine prestito     |
| A                | Daniele Vantaggiato | Rimini      | compartecipazione |
| Altre operazioni |                     |             |                   |
| R.               | Nome                | da          | Modalità          |
| D                | Alberto Galuppo     | Venezia     | fine prestito     |
| A                | Mattia Pin          | Carpenedolo | fine prestito     |

| Cessioni         | Cessioni              | Cessioni     | Cessioni          |
| R.               | Nome                  | a            | Modalità          |
| ---------------- | --------------------- | ------------ | ----------------- |
| P                | Radek Petr            | Eupen        | prestito          |
| C                | Francesco Parravicini | Atalanta     | prestito          |
| A                | Vital' Kutuzaŭ        | Bari         | definitivo        |
| A                | Davide Matteini       | Rimini       | compartecipazione |
| A                | Daniele Paponi        | Rimini       | compartecipazione |
| Altre operazioni |                       |              |                   |
| R.               | Nome                  | a            | Modalità          |
| D                | Alberto Galuppo       | Treviso      | prestito          |
| C                | Niccolò Galli         | Pergolettese | definitivo        |
| A                | Mattia Pin            | Castellarano | prestito          |

## Divise e sponsor[5]
Il fornitore tecnico per la stagione 2008-2009 è Erreà. Gli sponsor ufficiali sono Banca Monte Parma e Metella.
| Casa | Trasferta |

## Risultati

### Campionato

#### Girone di andata
| Arbitro: | Tagliavento (Terni) |

|                         |           |           |
| C. Lucarelli 31’ (rig.) | Marcatori | 42’ Basha |

| Arbitro: | Orsato (Schio) |

|             |           |  |
| Ruopolo 63’ | Marcatori |  |

| Arbitro: | Tommasi (Bassano del Grappa) |

|                                                        |           |                  |
| Paloschi 11’ C. Lucarelli 18’, 50’ (rig.) Matteini 87’ | Marcatori | 14’ Mastronunzio |

| Arbitro: | Marelli (Como) |

|             |           |  |
| Lazzari 16’ | Marcatori |  |

| Arbitro: | Russo (Nola) |

|                               |           |                         |
| Paloschi 18’ C. Lucarelli 51’ | Marcatori | 13’ Santoruvo 56’ Dedič |

| Brescia 29 settembre 2008, ore 21:00 CEST 6ª giornata | Brescia          | 0 – 0 referto | Parma | Stadio Mario Rigamonti (3 000 spett.)\| Arbitro: \| Rocchi (Firenze) \| |
| Arbitro:                                              | Rocchi (Firenze) |               |       |                                                                         |

| Parma 4 ottobre 2008, ore 16:00 CEST 7ª giornata | Parma             | 0 – 0 referto | Modena | Stadio Ennio Tardini (9 261 spett.)\| Arbitro: \| Saccani (Mantova) \| |
| Arbitro:                                         | Saccani (Mantova) |               |        |                                                                        |

| Arbitro: | Morganti (Ascoli Piceno) |

|                         |           |                                     |
| D'Aversa 2’ Bonucci 32’ | Marcatori | 17’ (rig.), 64’ (rig.) C. Lucarelli |

| Arbitro: | Rosetti (Torino) |

|            |           |  |
| Paponi 81’ | Marcatori |  |

| Arbitro: | Ciampi (Roma 1) |

|            |           |                                                  |
| Caridi 10’ | Marcatori | 49’ Zenoni 58’ (rig.) C. Lucarelli 61’ Reginaldo |

| Arbitro: | Damato (Barletta) |

|                            |           |                         |
| Morrone 14’ Castellini 81’ | Marcatori | 70’ (aut.) A. Lucarelli |

| Arbitro: | Trefoloni (Siena) |

|             |           |            |
| Rickler 70’ | Marcatori | 89’ Pisanu |

| Arbitro: | Valeri (Roma 2) |

|           |           |                    |
| Pisanu 9’ | Marcatori | 34’ (rig.) Barreto |

| Arbitro: | Farina (Novi Ligure) |

|  |           |            |
|  | Marcatori | 76’ Paponi |

| Parma 22 novembre 2008, ore 16:00 CET 15ª giornata | Parma            | 0 – 0 referto | Livorno | Stadio Ennio Tardini (10 981 spett.)\| Arbitro: \| Rosetti (Torino) \| |
| Arbitro:                                           | Rosetti (Torino) |               |         |                                                                        |

| Arbitro: | Girardi (San Donà di Piave) |

|               |           |                              |
| Di Napoli 37’ | Marcatori | 36’ C. Lucarelli 70’ de León |

| Arbitro: | Peruzzo (Schio) |

|           |           |  |
| Troest 8’ | Marcatori |  |

| Arbitro: | Tagliavento (Terni) |

|                         |           |                  |
| Braiati 56’ Joelson 60’ | Marcatori | 30’ C. Lucarelli |

| Arbitro: | Pinzani (Empoli) |

|              |           |  |
| Paloschi 74’ | Marcatori |  |

| Arbitro: | Rocchi (Firenze) |

|             |           |               |
| Sgrigna 76’ | Marcatori | 68’ Reginaldo |

| Arbitro: | Orsato (Schio) |

|                         |           |             |
| C. Lucarelli 61’ (rig.) | Marcatori | 90+2’ Erpen |

#### Girone di ritorno
| Rimini 24 gennaio 2009, ore 16:00 CET 22ª giornata | Rimini            | 0 – 0 referto | Parma | Stadio Romeo Neri (4 426 spett.)\| Arbitro: \| Bergonzi (Genova) \| |
| Arbitro:                                           | Bergonzi (Genova) |               |       |                                                                     |

| Arbitro: | Peruzzo (Schio) |

|                                         |           |             |
| Paloschi 17’ Budel 60’ A. Lucarelli 76’ | Marcatori | 27’ Madonna |

| Arbitro: | Celi (Campobasso) |

|                       |           |  |
| Mastronunzio 39’, 56’ | Marcatori |  |

| Arbitro: | Damato (Barletta) |

|                                      |           |  |
| Vantaggiato 4’, 84’ de León 40’, 52’ | Marcatori |  |

| Arbitro: | Tagliavento (Terni) |

|             |           |                             |
| Cavalli 13’ | Marcatori | 71’ Manzoni 90’ (aut.) Éder |

| Arbitro: | Rizzoli (Bologna) |

|              |           |  |
| Paloschi 38’ | Marcatori |  |

| Arbitro: | Farina (Novi Ligure) |

|                      |           |                                    |
| Bruno 6’ Pinardi 42’ | Marcatori | 34’ Mariga 44’ (rig.) C. Lucarelli |

| Parma 7 marzo 2009, ore 16:00 CET 29ª giornata | Parma               | 0 – 0 referto | Treviso | Stadio Ennio Tardini (10 168 spett.)\| Arbitro: \| Mazzoleni (Bergamo) \| |
| Arbitro:                                       | Mazzoleni (Bergamo) |               |         |                                                                           |

| Arbitro: | Russo (Nola) |

|           |           |                                       |
| Pozzi 18’ | Marcatori | 34’ Paci 41’, 45’ Paloschi 59’ Mariga |

| Arbitro: | Pierpaoli (Firenze) |

|             |           |  |
| de León 82’ | Marcatori |  |

| Arbitro: | Farina (Novi Ligure) |

|  |           |                                     |
|  | Marcatori | 2’ Budel 69’ Vantaggiato 90’ Mariga |

| Arbitro: | Giannoccaro (Lecce) |

|           |           |               |
| Budel 26’ | Marcatori | 61’ Graffiedi |

| Arbitro: | Rocchi (Firenze) |

|  |           |                              |
|  | Marcatori | 15’ Vantaggiato 27’ Paloschi |

| Arbitro: | Russo (Nola) |

|                          |           |  |
| Morrone 21’ Paloschi 75’ | Marcatori |  |

| Arbitro: | Orsato (Schio) |

|                                    |           |                               |
| Tavano 24’ (rig.) Danilevičius 72’ | Marcatori | 66’ A. Lucarelli 86’ Paloschi |

| Parma 27 aprile 2009, ore 21:00 CEST 37ª giornata | Parma               | 0 – 0 referto | Salernitana | Stadio Ennio Tardini (10 168 spett.)\| Arbitro: \| De Marco (Chiavari) \| |
| Arbitro:                                          | De Marco (Chiavari) |               |             |                                                                           |

| Arbitro: | Rizzoli (Bologna) |

|                                     |           |                                      |
| Aubameyang 57’ Babú 80’ Ciotola 84’ | Marcatori | 50’ Troest 59’ Reginaldo 73’ Morrone |

| Arbitro: | Saccani (Mantova) |

|                              |           |  |
| C. Lucarelli 70’ de León 85’ | Marcatori |  |

| Arbitro: | Rocchi (Firenze) |

|                     |           |                                |
| Meggiorini 50’, 86’ | Marcatori | 4’ (aut.) Pesoli 31’ Reginaldo |

| Arbitro: | Scoditti (Bologna) |

|                                                       |           |  |
| Paloschi 12’, 48’ Lunardini 26’ Bjelanović 42’ (aut.) | Marcatori |  |

| Arbitro: | Valeri (Roma 2) |

|                            |           |                                  |
| Noselli 23’ Martinetti 28’ | Marcatori | 31’ (rig.) de León 90’ Reginaldo |

### Coppa Italia
| Arbitro: | Pinzani (Empoli) |

|                                  |           |                           |
| Paci 72’ Morrone 90’ Paponi 107’ | Marcatori | 35’ Cunico 65’ A. Maniero |

| Arbitro: | Romeo (Verona) |

|                     |           |             |
| Paolucci 105’, 108’ | Marcatori | 110’ Troest |